# ميلفيوري (فن)

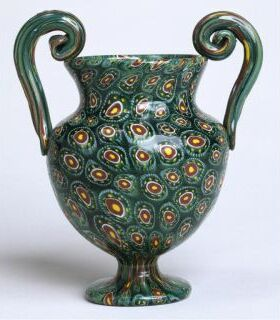
مزهرية, م1872-م1873

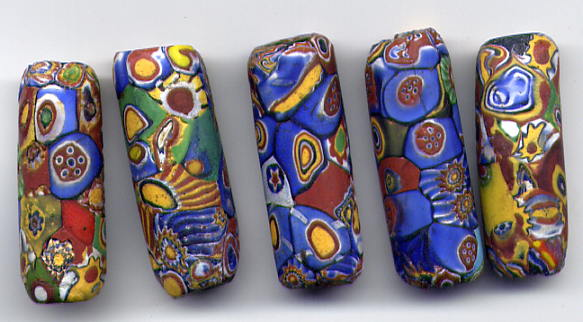
خرز ميلفيوري,من عقد العشرينات

ميلفيوري تقنية لإنتاج الأعمال الزجاجية برسوم تزينية مميزة على الزجاج. وعبارة ميلفيوري إيطالية وتعني الألف وردة  وأول من استخدم هذا المصطلح كان ابسلي بيليت في كتابه (تحف صناعة الزجاج). كما ظهر هذا المصطلح في قاموس أكسفورد الإنجليزي عام 1849، وكانت الخرز تسمى خرز فسيفساء قبل استخدام عبارة ميلفيوري وهذا يعني أن تقنية ميلفيوري كانت مستخدمة قبل زمن طويل من إطلاق هذه التسمية عليها. وفي الوقت الحاضر تستخدم هذه التقنية معظم الأحيان بالارتباط مع أواني الزجاج البندقي.
مؤخرا طبقت تقنية ميلفيوري على (عجينة البوليمر) لأن (عجينة البوليمر) مرنة إلى حد بعيد ولا تحتاج إلى التسخين وإعادة التسخين لتنصهر، وهي مادة أسهل لإنتاج نقوش الميلفيوري من الزجاج.

## التاريخ

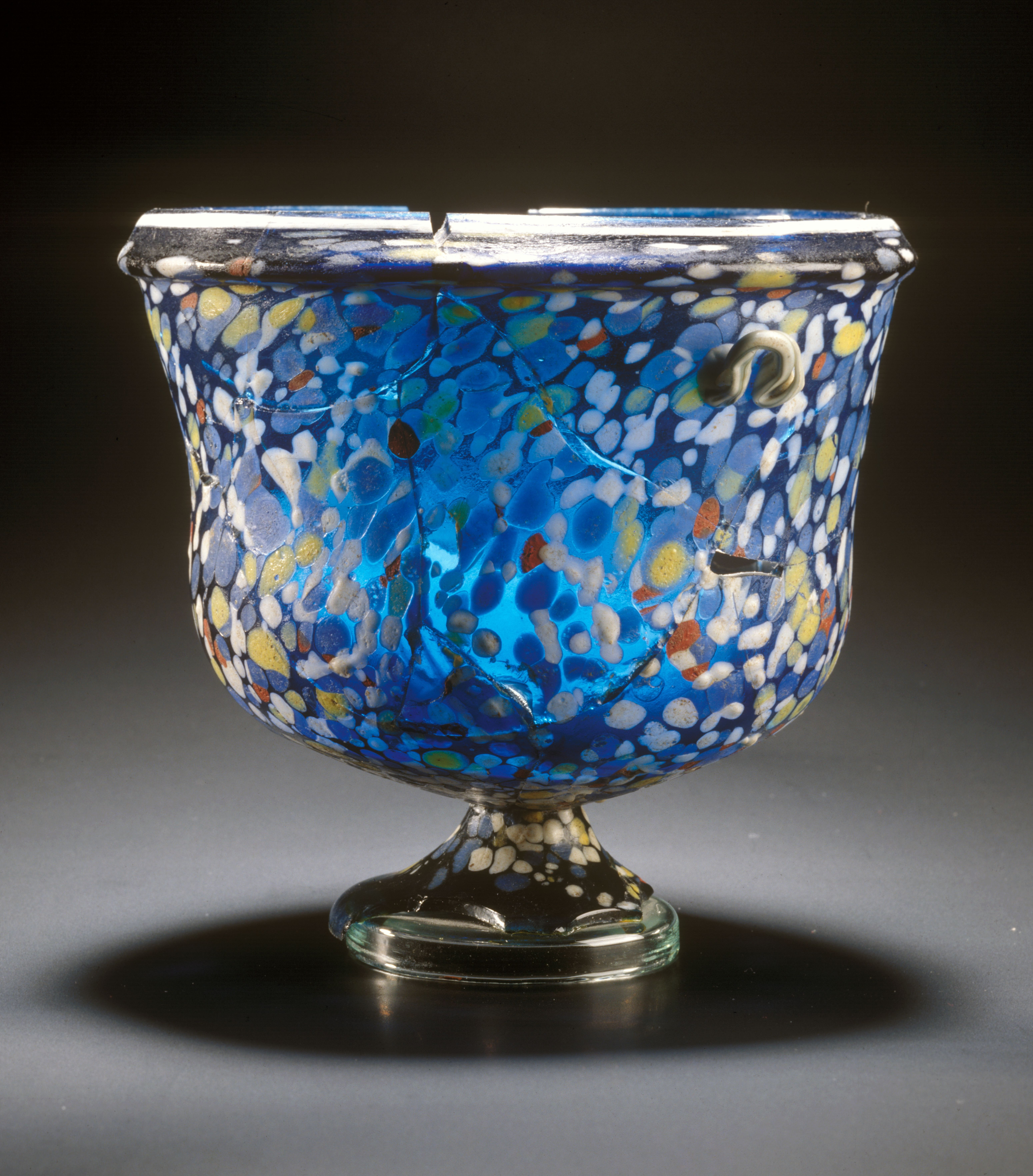
قدح ميلفيوري من عهد الإمبراطورية الرومانية مصنوع من المينا

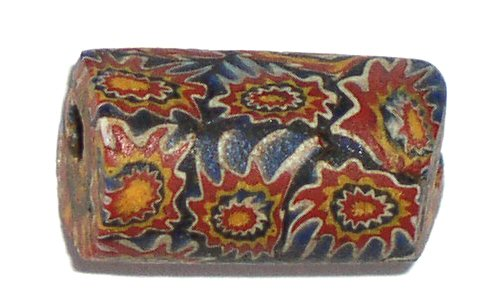
خرزة ميلفيوري رومانية

يعود إنتاج خرز الموزائيك إلى العصور الرومانية، الفينيقية والإسكندرية القديمة. ووجدت قطع الميلفيوري المصنوعة في إيطاليا بعيداً في مواقع أثرية ترجع للقرن الثامن في أيرلندا، كما وجدت نماذج من الميلفيوري بجوار قطع من العقيق غير المشذب في مقبرة ساتون هوو الانجلو سكسونية التي تعود إلى أوائل القرن السابع.
ضاعت المعرفة التقنية لإنتاج الميلفيوري في القرن الثامن عشر، ولم يعد إحيائها إلا بحلول القرن التاسع عشر. وبعد عدة سنوات من إعادة إحياء التقنية انتشرت معامل في إيطاليا، فرنسا وانكلترا لإنتاج قصب الميلفيوري والتي غالبا ماتكون مندمجة مع قطع الزجاج الفنية الجميلة ثقالة الورق.
حتى القرن الخامس عشر كان صناع زجاج مورينو ينتجون خرز ميلفيوري الملونة باستخدام قصب ميلفيوري المصنوعة بالقالب وذلك بتصفيف عدد من طبقات الزجاج من ألوان مختلفة في القالب، وسحب الزجاج الطري من كلا نهايتيه حتى تبلغ القصبة السماكة المطلوبة، وتقطع إلى قطع صغيرة لاجل معالجة اضافية..

## الإنتاج

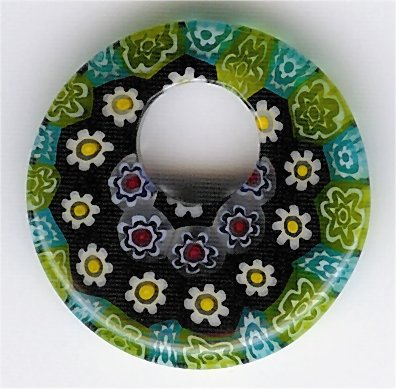
قطعة ميلفيوري زجاجية

تتضمن تقنية الميلفيوري استخدام قصب الزجاج المجوفة المعروفة بمورينو وهي بنماذج متعددة الألوان والتي يمكن رؤيتها فقط من خلال نهايات القصبة المقطوع. حيث تسخن قصبة المورينو في الفرن وتسحب حتى ترق مع المحافظة على رسوم المقاطع العرضية. ثم تقطع إلى خرز أو اقراص عندما تبرد.

## اقرأ ايضاً
- فن الزجاج
- خرزة (مادة)
- ثقالة الورق